# Đura Džudžar
Đura Džudžar (Đurđevo, 22 aprile 1954) è un vescovo cattolico serbo della Chiesa greco-cattolica di Serbia e Montenegro, dal 6 dicembre 2018 eparca di San Nicola di Ruski Krstur.

## Biografia
Nato a Đurđevo il 22 aprile 1954, è ordinato sacerdote il 7 settembre 1980 per l'eparchia di Križevci.
Capo ufficio della Congregazione per le Chiese orientali, il 3 marzo 2001 è nominato vescovo titolare di Acrasso ed ausiliare dell'eparchia di Mukačevo. Riceve l'ordinazione episcopale il 19 marzo 2001 da papa Giovanni Paolo II, essendo co-consacranti i cardinali Angelo Sodano e Giovanni Battista Re.
Il 28 agosto 2003 è nominato primo esarca apostolico di Serbia e Montenegro (dal 19 gennaio 2013 esarca di Serbia).
Dal 2016 è vicepresidente della Conferenza episcopale internazionale dei Santi Cirillo e Metodio.
Il 6 dicembre 2018 è nominato primo eparca di San Nicola di Ruski Krstur.

## Genealogia episcopale e successione apostolica
La genealogia episcopale è:
- Cardinale Scipione Rebiba
- Cardinale Giulio Antonio Santori
- Cardinale Girolamo Bernerio, O.P.
- Arcivescovo Galeazzo Sanvitale
- Cardinale Ludovico Ludovisi
- Cardinale Luigi Caetani
- Cardinale Ulderico Carpegna
- Cardinale Paluzzo Paluzzi Altieri degli Albertoni
- Papa Benedetto XIII
- Papa Benedetto XIV
- Papa Clemente XIII
- Cardinale Enrico Benedetto Stuart
- Papa Leone XII
- Cardinale Chiarissimo Falconieri Mellini
- Cardinale Camillo Di Pietro
- Cardinale Mieczysław Halka Ledóchowski
- Cardinale Jan Maurycy Paweł Puzyna de Kosielsko
- Arcivescovo Józef Bilczewski
- Arcivescovo Bolesław Twardowski
- Arcivescovo Eugeniusz Baziak
- Papa Giovanni Paolo II
- Vescovo Djura Džudžar

La successione apostolica è:
- Vescovo Ladislav Hučko (2003)
- Vescovo Ján Eugen Kočiš (2004)